# Seriekoppling

Seriekopplade lampor. Om en lampa slocknar kommer även den andra lampan att slockna

Seriekoppling är inom elektronik och elteknik en koppling av elektriska komponenter längs en elektrisk ledning. Seriekoppling innebär att alla komponenter genomlöps av hela den strömstyrka som flyter genom ledningen, medan den elektriska spänningen över seriekopplingen fördelas över komponenterna i förhållande till deras impedans.
Ett exempel på seriekoppling är lamporna i en julgransbelysning. Strömmen går genom samtliga lampor. Om en lampa skruvas bort går det ingen ström genom sockeln och hela belysningen slocknar.
Begreppet "seriekoppling" används även i sammanhang utanför elekronik/elteknik i fall då flera komponenter (som ångturbiner, gastvättflaskor, etcetera) följer successivt på varandra.

## Seriekoppling av impedanser

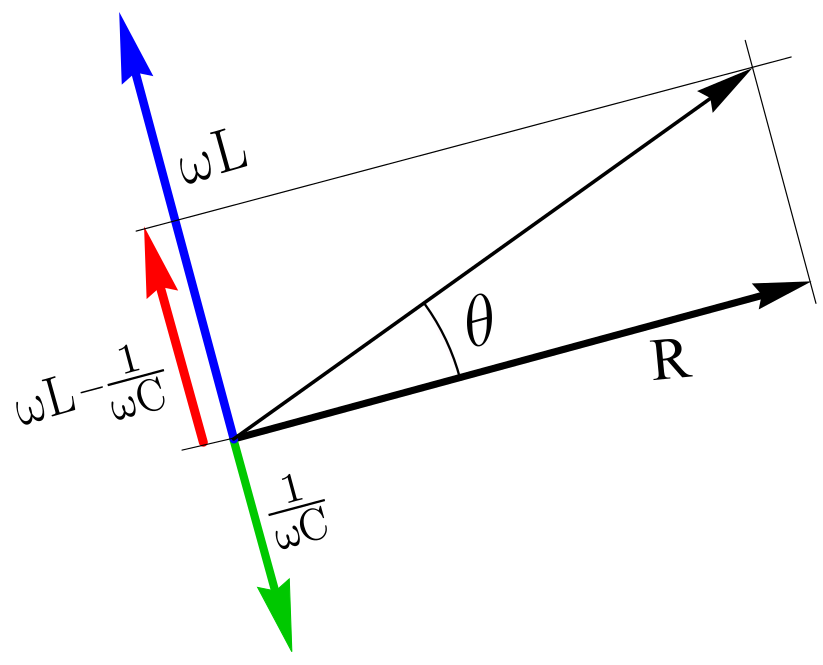
Visardiagram för tre seriekopplade impedanser med resistans, induktans och kapacitans

Impedansen för en seriekrets som funktion av ω i rad/s.
R = 100Ω, L = 0.1H och C = 1μF

Impedansen för en seriekoppling av tre komponenter med resistans, induktans respektive kapacitans kan skrivas som
{\displaystyle Z=R+\omega L-{\cfrac {1}{\omega C}}}
eller enligt j-omega-metoden som
{\displaystyle Z=R+\mathrm {j} \omega L+{\cfrac {1}{\mathrm {j} \omega C}}=R+\mathrm {j} \left(\omega L-{\cfrac {1}{\omega C}}\right)}
där {\displaystyle \omega } är vinkelfrekvensen i radianer per sekund.
Av visardiagrammet framgår att den resulterande fasvridningen mellan ström och spänning är
{\displaystyle \theta =\arctan {\cfrac {\omega L-{\cfrac {1}{\omega C}}}{R}}}
För n seriekopplade induktanser gäller
{\displaystyle L=L_{1}+L_{2}+...+L_{n}}

### Resonans
Resonans inträffar när fasvridningen är noll, det vill säga då
{\displaystyle \omega L-{\frac {1}{\omega C}}=0}
vilket ger resonansfrekvensen som
{\displaystyle \omega _{r}={\frac {1}{\sqrt {LC}}}}